# آگاهی از بیهوشی

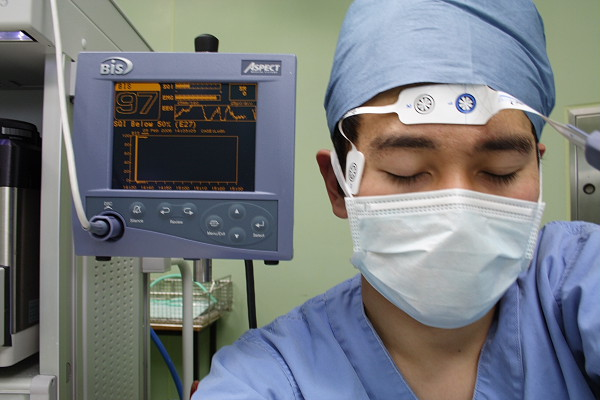
سیستم مانیتورینگ

آگاهی از بیهوشی (انگلیسی: Anesthesia awareness) به آگاهی اتفاقی یا ناخواسته در بیهوشی عمومی حین عمل گفته می‌شود. این اتفاق، عارضه‌ای پنهانی است و وقتی رخ می‌دهد که حالت بیهوشی کامل در طول روند بیهوشی، اتفاق نیفتاده باشد. این عارضه می‌تواند به دلیل کافی نبودن داروی بیهوش‌کننده یا به دلیل عوامل فردی بیمار رخ دهد. به این معنا که بدن فردی، در برابر دوز کافی و معمول برای بیهوشی، مقاومت نشان دهد.